# Phlegmariurus changii
Phlegmariurus changii är en lummerväxtart som beskrevs av T.Y.Hsieh. Phlegmariurus changii ingår i släktet Phlegmariurus och familjen lummerväxter. Inga underarter finns listade i Catalogue of Life.